# Bactrospora brevispora
Bactrospora brevispora är en lavart som beskrevs av R. C. Harris. Bactrospora brevispora ingår i släktet Bactrospora och familjen Roccellaceae.   Inga underarter finns listade i Catalogue of Life.